# ドンキホーテ (飲食店)
ドンキホーテとは、有限会社ドンキホーテ（ゆうげんがいしゃドンキホーテ）が展開するハンバーグ・ステーキレストランである。長野県長野市内に2店舗を構える。

## 概要
2024年8月現在、長野県長野市内に2店舗を構える。長年地元民に親しまれているローカルチェーン店である。
看板メニューは「俵ハンバーグ」で、約9割の客が注文する。毎朝店舗で挽いた国産牛100%の挽肉を使用して、繋ぎを殆ど使わないことが特徴である。ハンバーグは炭火で表面を焼き上げた後、鉄板で好みの焼き加減に仕上げて提供される。
店内ではガラス越しにシェフがハンバーグやステーキを焼き上げる様子を眺めることができる。

## 歴史
1977年、長野県須坂市で創業した。創業者は元新聞記者で、自身で新聞社も経営していた。店名はミゲル・デ・セルバンテスの小説『ドン・キホーテ』に由来し、子供に覚えてもらいやすいような名前として創業者によって名付けられた。

## 店舗
上松店
長野県長野市上松3-22-25
篠ノ井バイバス店
長野県長野市金井田175